# Passeurs de rêves
Pour plus de détails, voir Fiche technique et Distribution.
Passeurs de rêves est un film franco-italo-arménien réalisé par Hiner Saleem, sorti en 2000.

## Fiche technique
- Titre français : Passeurs de rêves
- Réalisation : Hiner Saleem
- Scénario : Hiner Saleem
- Photographie : Andreas Sinanos
- Musique : Nikos Kypourgos
- Pays d'origine :  France /  Arménie /  Italie
- Date de sortie : 2000

## Distribution
- Olivier Sitruk : Dolovan
- Rosanna Vite Mesropian : Zara
- Romen Avinian : Laz
- Jacky Nercessian : Kamo
- Anémone : Catherine
- Patrick Bouchitey : Mr. Henri